# غريغ موراي
غريغ موراي (بالإنجليزية: Greg Murray)‏ هو مصور أمريكي، ولد في 1981 في ليكوود في الولايات المتحدة.